# XEL-1
XEL-1 — первый в мире серийно выпускавшийся OLED-телевизор, разработанный компанией Sony в 2007 году и выпущенный в продажу в следующем году. Представлен на выставке CES-2007 в Лас-Вегасе. На момент производства он был самым тонким телевизором в мире - 3 мм. Размер экрана составляет 11 дюймов при собственном разрешении 960×540. Поскольку экран слишком тонок для портов ввода-вывода и кнопок, Sony соединила его с несъемным основанием, на котором он и находится. В верхней части основания расположены 2 динамика и кнопки питания, регулировки громкости, каналов, входов и меню, которые имеют подсветку, поэтому символы и сокращения меняются при обращении к интерфейсу XMB. На задней панели расположены сервисный вход DMeX, вход постоянного тока 16 вольт, вход УКВ/УВЧ/кабеля, слот для Memory Stick и два входа HDMI. На левой стороне панели находится аналоговый/цифровой аудиовыход.

## Технические характеристики[3]
- Матрица: OLED

Sony XEL-1

- Диагональ экрана: 11 дюймов (27 см)
- Разрешение экрана: 960×540 px
- Соотношение сторон экрана: 16:9
- Динамическая контрастность: 1 000 000:1
- Встроенный цифровой приёмник: MPEG4 AVC HD
- Используемые технологии: Fine-Motion, Super Top Emission, Live Colour Creation, x.v.Colour
- Потребляемая мощность: до 45 Вт (в режиме работы); 0,8 Вт (в режиме ожидания)
- Интерфейс: XrossMediaBar
- Габариты: 287×253×140 мм (толщина панели — 3 мм)
- Масса: 2,2 кг
- Розничная цена в США: 2500$